# Monteagudo de las Vicarías
Monteagudo de las Vicarías es un municipio y localidad española de la provincia de Soria, en la comunidad autónoma de Castilla y León. El término municipal, ubicado en la comarca de Las Vicarías, tiene una población de 177 habitantes (INE 2024) y comprende también el núcleo de Valtueña. La localidad de Monteagudo tiene el título de villa.

## Geografía
Está situado a 9 km de la salida 185 de la Nacional II, a 199 km de Madrid y 139 km Zaragoza. Se encuentra enclavada en la comarca soriana de Las Vicarías, de la cual es cabecera, y forma parte del partido judicial de Almazán.
En el municipio, e incluida en la Red Natura 2000, se encuentra la Zona Especial Protección de Aves conocida como Monteagudo de las Vicarías ocupando 7055 hectáreas, el 53%  de su término.

## Historia

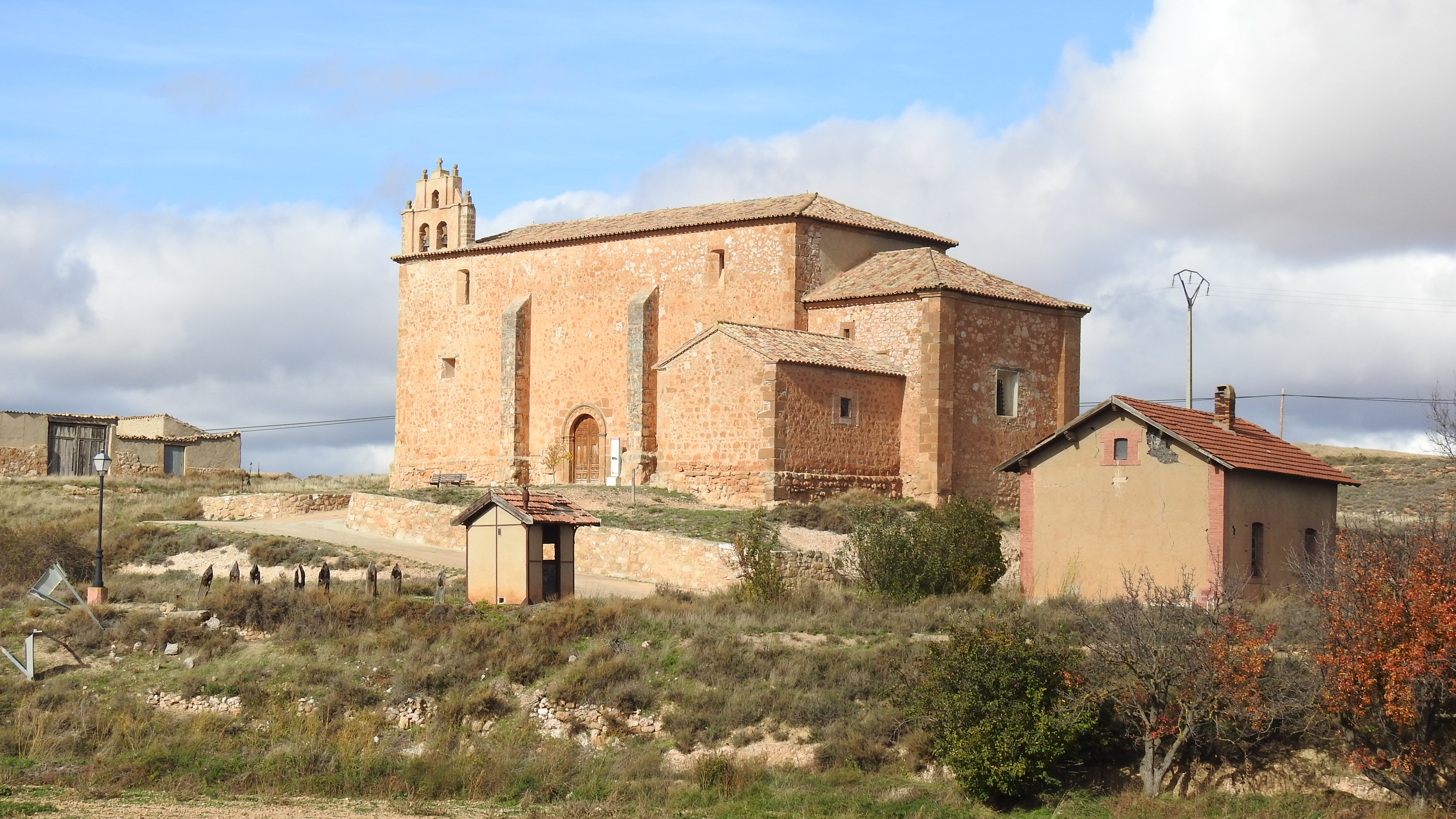
Ermita de Nuestra Señora de la Bienvenida

En 1834 la conocida como tierra de Monteagudo desaparece con la creación de los ayuntamientos lo que conlleva la supresión de los señoríos.

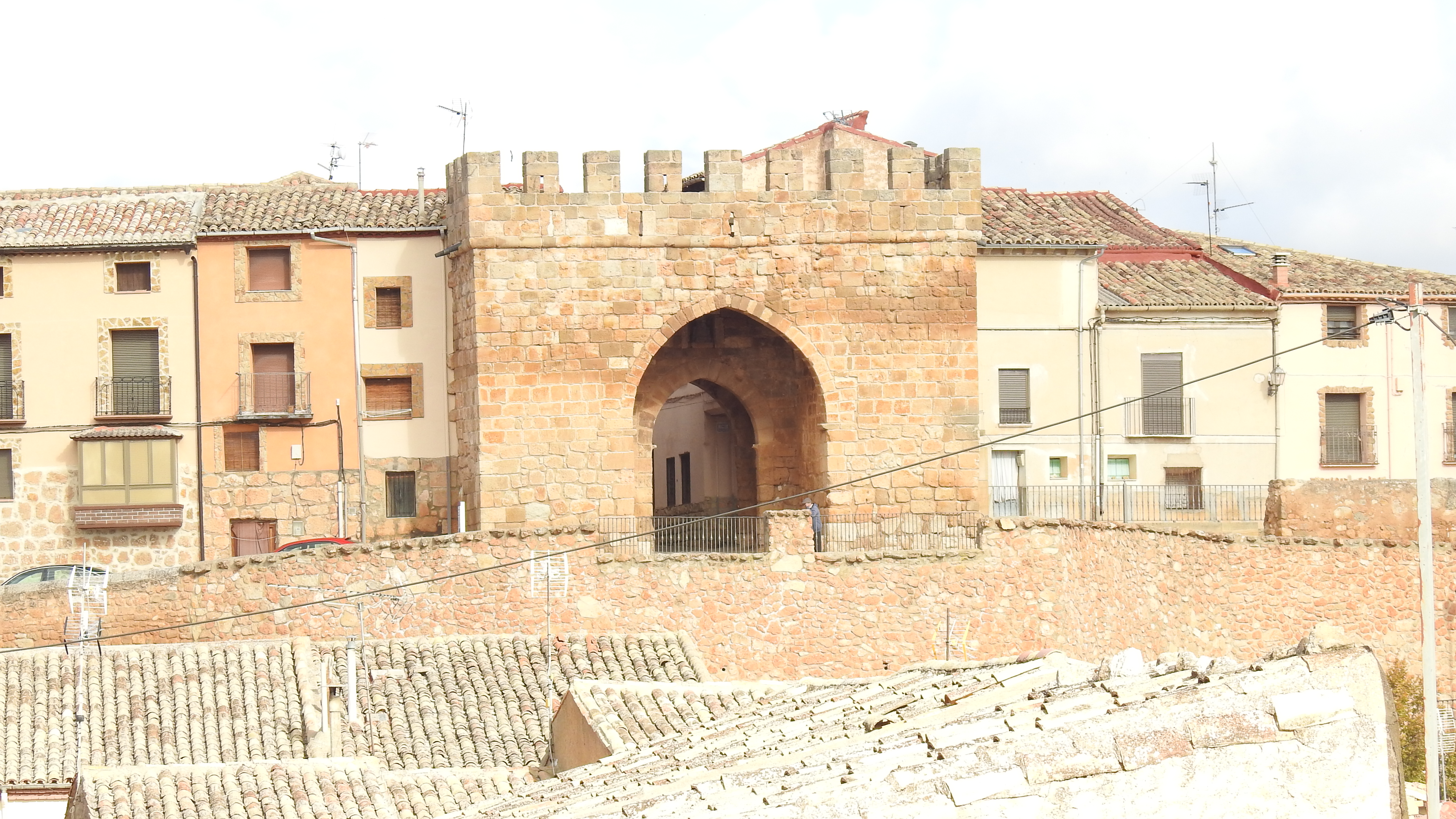
La puerta amurallada de la Villa o de las Heras

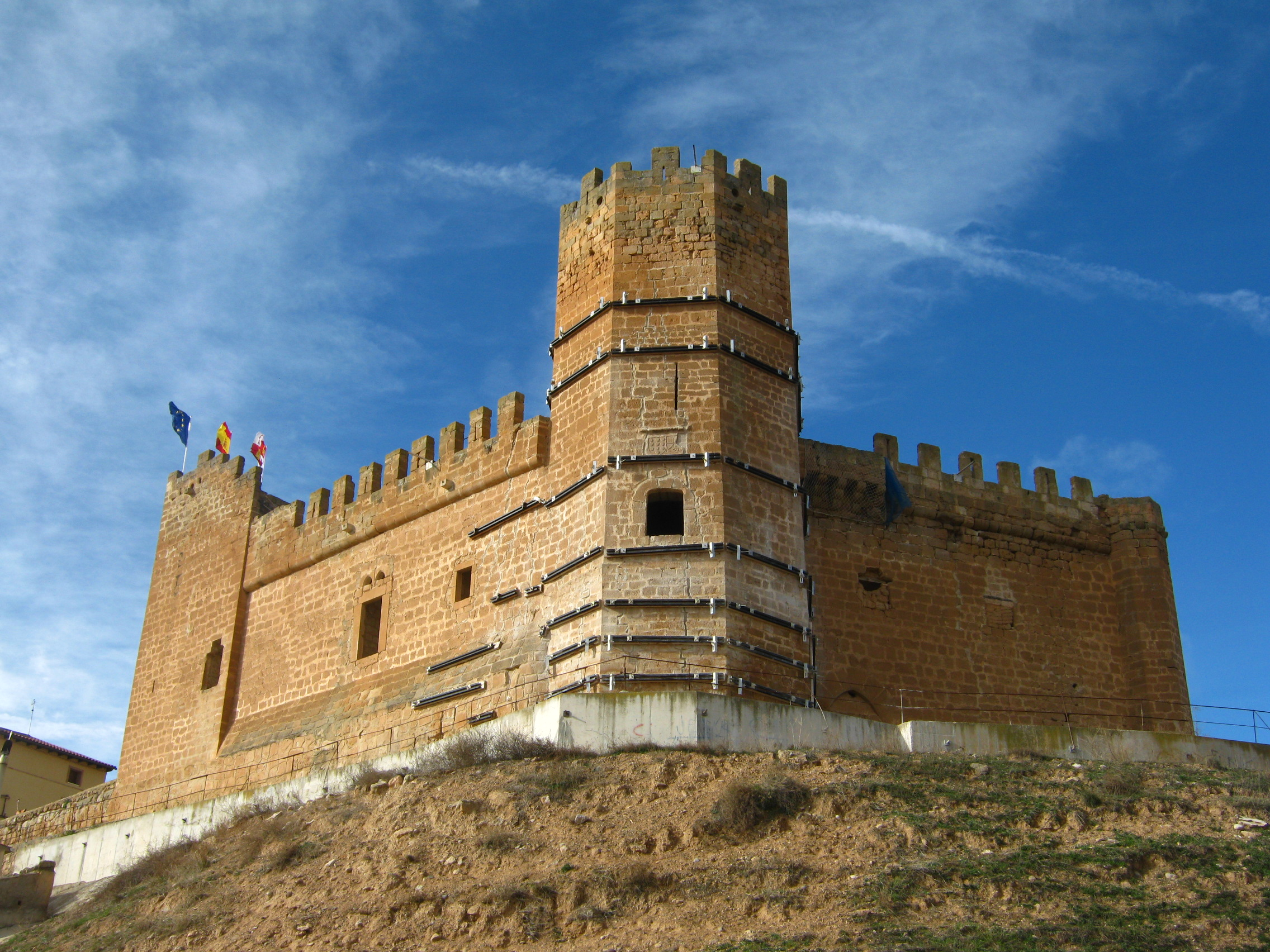
Castillo de Monteagudo de las Vicarías

A la caída del Antiguo Régimen la localidad se constituye en municipio constitucional, en la región de Castilla la Vieja, partido de Almazán que en el censo de 1842 contaba con 162 hogares y 652 vecinos.
A mediados del siglo XIX, la villa tenía contabilizadas 170 casas. Aparece descrita en el decimoprimer volumen del Diccionario geográfico-estadístico-histórico de España y sus posesiones de Ultramar de Pascual Madoz de la siguiente manera:

MONTEAGUDO: v. con ayunt. en la prov. de Soria (8 leg.) part. jud. de Almazan (5), aud. terr. y c. g. de Burgos (31), dióc. de Osma (13). sit. en la cúspide de un pequeño monte y circumbalada de una ant. y sólida muralla en la que hay 3 puertas, goza de buena ventilacion y clima templado; siendo las enfermedades mas comunes, las inflamatorias é irritaciones nerviosas: forman la pobl. 130 casas, contenidas dentro del recinto de la muralla y 40 en un arrabal fuera, que principia desde la puerta llamada de la Villa; hay una magnífica casa consistorial, con cárcel y buenos graneros, un parador, escuela de instruccion primaria frecuentada por 25 alumnos, á cargo de un maestro, sacristan y organista; otra de niñas á la que concurren 12 discipulas; una igl. parr. (Ntra. Sra. de la Muela) servida por un cura y un beneficiado. térm. confina N. Fuentelmonge y Torlengua; E. Ariza y Bordalba; S. Monreal y Sta. Maria de Huerta, y O. Almaluez, Utrilla y Baltueña; dentro de él se ennientran las ermitas de Ntra. Sra. de la Bienservida y San Isidro, y 4 fuentes de buenas aguas: el terreno en lo general es llano y de buena calidad, le fertilizan el r. Nagima y el arrovo llamado de San Bernardino; hay 2 montes poblados de encina. caminos, los que dirigen a los pueblos limítrofes, todos en mediano estado. correo: se recibe y despacha en la cab. del part. por un baligero que pagan varios pueblos. prod.: trigo puro, centeno, cebada, avena, cáñamo, judias y otras legumbres, patatas, vino, leñas de combustible, y carboneo y yerbas de pasto con las que se mantiene ganado lanar, vacuno, mular, caballar, asnal y de cerda; hay caza de liebres, conejos y perdices, y en el Nagima se pescan algunos barbos. ind. la agrícola, recria de ganados, algunos telares de lienzos ordinarios, y 2 cedaceros. comercio: esportacion del sobrante de cereales, ganado y lana é importacion de aceite, vino y otros art. de consumo: en los días 29 y 30 de setiembre y 1.º de octubre se celebra una feria cuyo principal tráfico lo constituyen los ganados de cerda y vacuno; tambien se ponen tiendas de ropas, quincalla ordinaria, albarcas, comestibles Yotros géneros. pobl. 162 vec., 652 alm. cap. imp.: 106,526 reales. presupuesto municipal 5,500, se cubre con los fondos de propios y arbitrios.
(Madoz, 1848, p. 535)

En 1895 se abrió al tráfico la línea Valladolid-Ariza, que permitió la conexión de la comarca con el resto de la red ferroviaria española. El municipio contaba con una estación de ferrocarril propia, que disponía de un edificio de pasajeros e instalaciones para mercancías. La línea fue cerrada al tráfico de pasajeros en enero de 1985 por ser considerada deficitaria.
Hasta la reforma de la nomenclatura municipal de 1916 el municipio se llamaba simplemente Monteagudo. En dicha fecha su nombre fue modificado por el de Monteagudo de las Vicarías. A finales del siglo XX crece el término del municipio porque incorpora a Valtueña.
En diciembre de 2019 la localidad se unió a la asociación de Los Pueblos Más Bonitos de España.

## Demografía
Cuenta con una población de 177 habitantes (INE 2024).
| Gráfica de evolución demográfica de Monteagudo de las Vicarías entre 1842 y 2021 |
| |
| Población de derecho según los censos de población del INE Población de hecho según los censos de población del INEEn estos censos se denominaba Monteagudo: 1842, 1857, 1860, 1877, 1887, 1897, 1900 y 1910 Entre el censo de 1981 y el anterior, crece el término del municipio porque incorpora a 42199 (Valtueña) |

### Población por núcleos
| Núcleos                    | Habitantes (2000) | Habitantes (2010) |
| -------------------------- | ----------------- | ----------------- |
| Monteagudo de las Vicarías | 272               | 214               |
| Valtueña                   | 32                | 24                |

## Patrimonio
- Castillo Palacio de la Recompensa
- Iglesia de Nuestra Señora de la Muela
- Ermita de Nuestra Señora de Bienvenida
- Ermita de San Isidro
- Puerta de la Villa
- Muralla urbana
- Castillo de la Raya Torre de Martín González: última fortaleza que separaba Castilla de Aragón.
- Ermita de Nuestra Señora de la Torre
- Ruinas celtíberas de Borjabudo y Tartaragudo

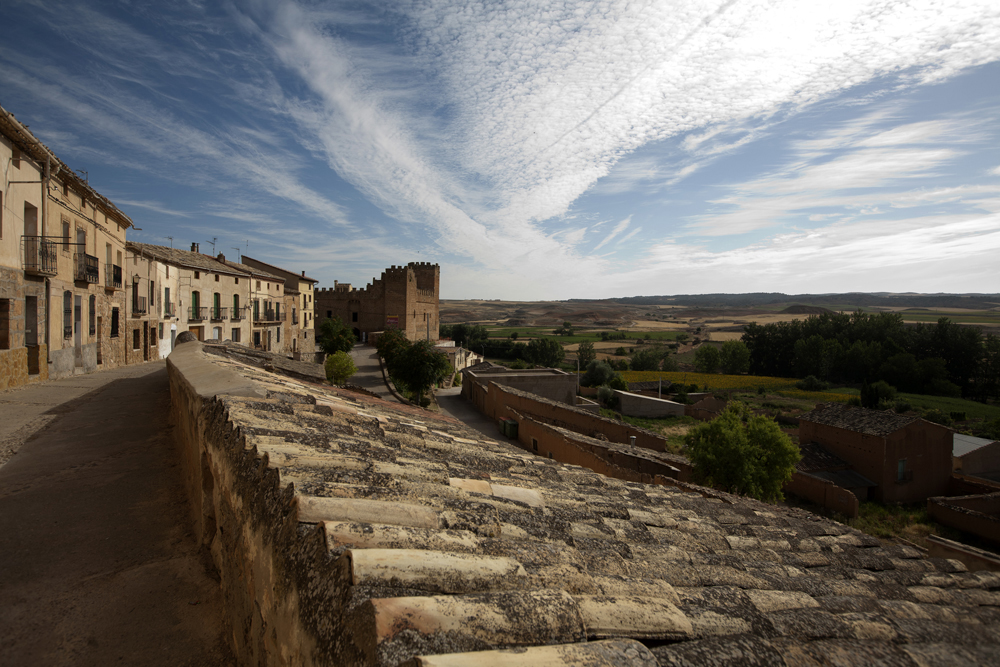
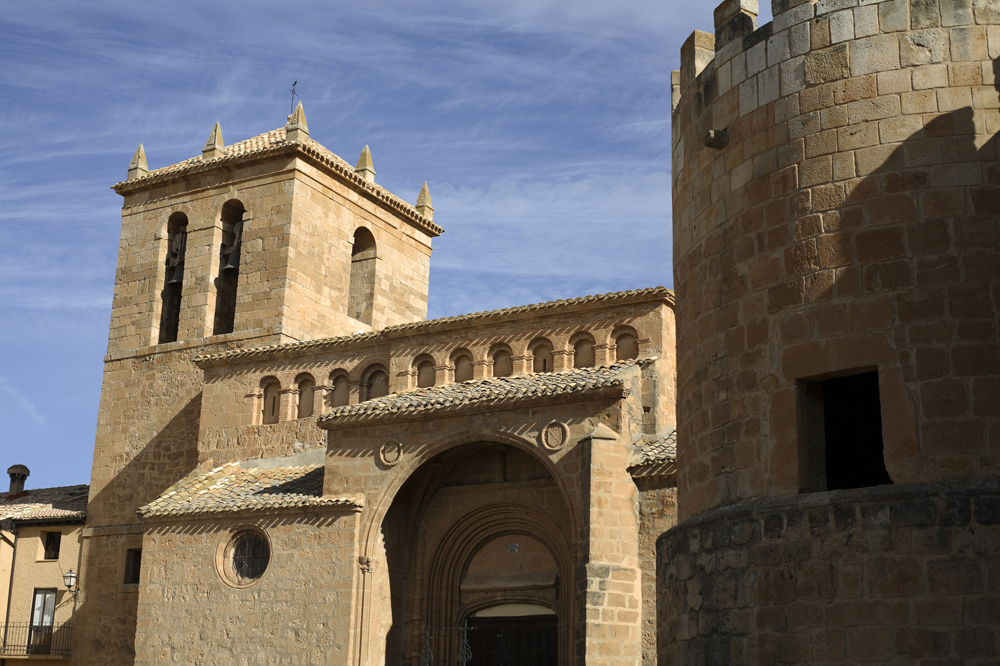
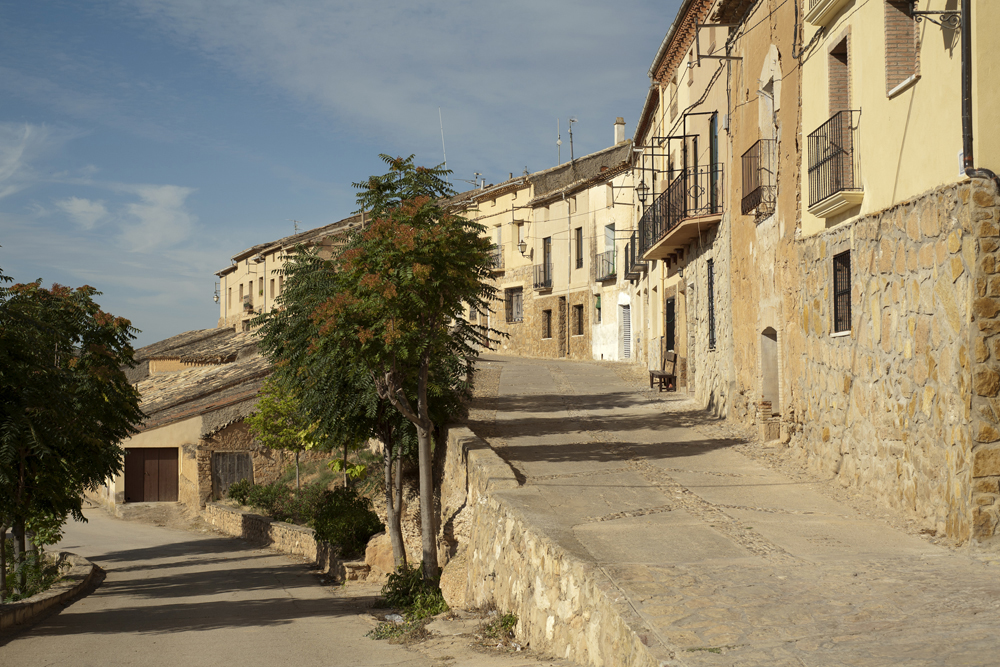